# Воронежский 124-й пехотный полк
124-й пехотный Воронежский полк — пехотная воинская часть Русской императорской армии.
Старшинство — с 22 февраля 1775 г.

## Формирование и кампании полка

### В Русской императорской армии
Полк имеет старшинство с 22 февраля 1775 г., когда, по упразднении лёгких полевых команд, из них было сформировано два Сибирских егерских батальона, один из которых, переименованный в 1796 г. в 19-й егерский, является родоначальником Воронежского полка.
17 мая 1797 г. батальон этот был развёрнут в два батальона и назван 19-м егерским полком, в 1798 г. шефом его был назначен генерал-майор Гильденшольд, по имени которого полк и стал называться. В 1800 г., по имени нового шефа, полк был переименован в егерский генерал-майора князя Орбелиани, затем генерал-майора Воейкова, а 8 марта 1801 г. — назван 18-м егерским.
В Отечественной войне 1812 года полк находился в 23-й пехотной дивизии 4-го пехотного корпуса 1-й Западной армии, а запасной батальон — в Динабургской крепости.
За отличие в русско-турецкую войну 1828—1829 гг. полк получил особый поход, пожалованный 6 апреля 1830 г.
В 1833 г. полк был присоединён к Орловскому пехотному полку, в составе которого участвовал в Венгерской кампании 1849 г. и за боевое отличие получил серебряную трубу с надписью «За усмирение Венгрии в 1849 г.», пожалованную ему, как 4-му батальону Орловского полка 25 декабря 1849 г.
В 1853—1856 гг. Орловский полк принимал участие в обороне Севастополя и за отличие при отбитии штурмов в августе 1855 г. получил Георгиевское знамя с надписью «За Севастополь 1854—55 гг.».
6 апреля 1863 г. из 4-го резервного батальона и бессрочно-отпускных 5-го и 6-го батальонов Орловского пехотного полка был сформирован Орловский резервный пехотный полк, в составе двух батальонов, по четыре линейные и одной стрелковой роте в каждом. В августе того же года этот полк был развёрнут в трёхбатальонный и наименован Воронежским пехотным полком, которому 25 марта 1864 г. дан был № 124. В 1875 г. Воронежскому полку была пожалована по случаю юбилея на знамя Александровская юбилейная лента.
В русско-турецкую войну 1877—1878 гг. Воронежский полк за переход через Балканские горы в отряде генерала Вельяминова награждён 12 октября 1878 г. Георгиевской трубой с надписью «За переход через Балканы в 1877 г.», к надписи же на Георгиевском знамени было прибавлено: «и за переход через Балканы в 1877 г.».
В 1879 г. полк был развёрнут в четырёхбатальонный, по четыре роты в каждом.
Летом 1903 г. Воронежский полк был двинут на Дальний Восток и в январе 1904 г. вошел в состав Посьетского отряда, а с началом русско-японской войны был двинут к Ляояну и, находясь в составе Восточного отряда, принял участие в бою под Кангуалином 17 и 18 июня 1904 г., в боях под Ляояном, на Шахе и под Мукденом, где упорно оборонял 22 февраля 1905 г. д. Юхуантунь.
К началу Первой мировой войны полк входил в состав 2-й бригады 31-й пехотной дивизии Х армейского корпуса в составе Киевского военного округа. Полк служил базой для формирования второочередного 276-го пехотного Купянского полка и 31-го пехотного запасного батальона.
31 июля 1914 года полк, погрузившись в эшелон, отправился на австро-венгерский фронт. С марша вступил в бой.

### В Белом движении
К октябрю 1919 года полковник Н. А. Ткачев собрал в Дроздовской дивизии кадр полка и создал отдельную часть – 2-й сводный полк 31-й пехотной дивизии, командиром которого и был назначен.
Полковой праздник — 6 декабря.

## Знаки отличия полка
- Полковое Георгиевское знамя с надписями «За Севастополь в 1854 и 1855 годах и за переход через Балканы в 1877 году» и «1775—1875» с Александровской юбилейной лентой.
- Поход за военное отличие за Турецкую войну 1828 и 1829 годов.
- Серебряная труба с надписью «За усмирение Венгрии в 1849 году» в 1-м батальоне.
- Серебряные трубы с надписью «За усмирение Венгрии в 1849 году и за переход через Балканы в 1877 году» во всех батальонах[2].

## Командиры полка
- 21.04.1863 — 22.08.1863[3] — полковник фон Гротгус, Теодор Фёдорович
- 26.08.1863 — после 08.02.1869 — полковник Сахаров, Василий Иванович
- хх.хх.1869 — 03.08.1877 — полковник Хрущов, Аркадий Александрович
- 03.08.1877 — после 01.05.1878 — полковник фон Клуген, Цезарь-Александр Яковлевич
- 01.07.1878 — 09.11.1892 — полковник Гуляев, Василий Митрофанович
- 20.11.1892 — 29.04.1895 — полковник Скупио, Евстафий Александрович
- 29.04.1895 — 13.05.1897 — полковник Климович, Феликс Антонович
- 16.05.1897 — 16.03.1900 — полковник Щагин, Василий Васильевич
- 18.03.1900 — 12.12.1900 — полковник Саввич, Павел Сергеевич
- 16.01.1901 — 09.03.1905 — полковник (с 04.01.1905 генерал-майор) Ржесниовецкий, Гавриил Викентьевич
- 09.03.1905 — 23.04.1915 — полковник (с 17.11.1914 генерал-майор) Энвальд, Евгений Васильевич
- 07.05.1915 — 29.11.1916 — полковник (с 18.07.1916 генерал-майор) Осинский, Александр Антонович
- 04.12.1916 — 24.05.1917 — полковник Тилло, Александр Александрович
- 01.06.1917 — хх.хх.хххх — полковник Ангилеев, Владимир Иванович

## Другие формирования этого имени
- В русской армии существовало ещё два других Воронежских пехотных полка:
  - Воронежский пехотный полк (1-го формирования): сформирован 25 июня 1700 г., затем существовал как мушкетерский, с 19 октября 1810 г. — 37-й егерский полк. Расформирован в 1833 г.: два батальона присоединены к Азовскому пехотному полку и один к Днепровскому пехотному; знаки отличия этого полка были сохранены в 139-м пехотном Моршанском полку.
  - Воронежский пехотный полк (2-го формирования): сформирован 17 января 1811 г., своё начало ведёт с 19 февраля 1711 г., когда был сформирован Выборгского гарнизона Карпова полк. Упразднён в 1833 г.: все три батальона были присоединены к Полтавскому пехотному полку; впоследствии старшинство полка было сохранено в 118-м пехотном Шуйском полку.
- Воронежский гусарский полк — существовал в конце XVIII — начале XIX вв.
- Воронежский батальон военных кантонистов — существовал в первой половине XIX в.
- Воронежский внутренний губернский батальон — сформирован 17 января 1811 г., после нескольких переименований и переформирований вошёл 20 февраля 1910 г. в состав 181-го пехотного Остроленского полка.

## Музей и памятник полку
В 2021 году открылся виртуальный музей "Святые покровители Воронежа" https://voronezh-museum.ru/ в котором представлено частное собрание предметов, связанных со 124-м пехотным Воронежским полком.

Памятник полку в Болгарии: